# Clemensia quinquiferaria
Clemensia quinquiferaria là một loài bướm đêm thuộc phân họ Arctiinae, họ Erebidae.